# Collage (EP)
Collage é o segundo extended play (EP) da dupla de DJ's estadunidenses The Chainsmokers. Foi lançado em 4 de novembro de 2016, através da Disruptor Records e Columbia Records.
Gênero: Dance/Eletrônica

## Singles
"Don't Let Me Down" foi lançado como o primeiro single do EP em 5 de fevereiro de 2016. A canção conta com a participação da cantora americana Daya e atingiu a terceira posição na Billboard Hot 100, tornando-se o segundo top dez da dupla, juntamente com "Roses".
"Inside Out", com a cantora sueca Charlee Nyman, foi lançado como o segundo single em 1 de abril de 2016. Desde o seu lançamento, atingiu a 13ª posição na Billboard Hot Dance/Electronic.
"Closer", com a participação da cantora Halsey, foi lançado como o terceiro single em 29 de julho de 2016. A canção entrou na Billboard Hot 100 na nona posição; tornando-se o terceiro top dez de The Chainsmokers. Duas semanas depois, a canção chegou ao topo do gráfico. Esse foi a primeira vez que The Chainsmokers e Halsey atingiram o topo dessa tabela musical. A canção ficou na primeira posição por doze semanas consecutivas e teve o tema com maior permanência no topo dessa tabela musical em 2016.
"All We Know", com a participação de Phoebe Ryan, foi lançado como o quarto single do EP em 29 de setembro de 2016. Foi criticado por alguns críticos, dizendo que a canção zoa como uma "uma continuação de 'Closer'".

### Singlespromocionais
"Setting Fires" foi lançado como um single promocional no mesmo dia do lançamento do EP. A canção apresenta os vocais da dupla de música eletrônica americana XYLØ.

## Faixas
A lista de faixas foi anunciado como:
| N.º            | Título                                      | Compositor(es)                                                              | Duração |  |
| 1.             | "Setting Fires" (participação de XYLØ)      | Andrew Taggart Melanie Fontana Jon Asher                                    | 4:07    |  |
| 2.             | "All We Know" (participação de Phoebe Ryan) | Taggart Sara Hjellström Nirob Islam                                         | 3:14    |  |
| 3.             | "Closer" (participação de Halsey)           | Taggart Ashley Frangipane Shaun Frank Frederic Kennett Isaac Slade Joe King | 4:04    |  |
| 4.             | "Inside Out" (participação de Charlee)      | Taggart Charlee Nyman                                                       | 3:54    |  |
| 5.             | "Don't Let Me Down" (participação de Daya)  | Taggart Emily Warren Scott Harris                                           | 3:28    |  |
| Duração total: | Duração total:                              | Duração total:                                                              | 18:47   |  |

## Desempenho nas tabelas musicais
| Tabela musical (2016)                    | Melhor posição |
| ---------------------------------------- | -------------- |
| Austrália (ARIA)                         | 23             |
| Canadá (Billboard)                       | 2              |
| Escócia (Official Scottish Albums)       | 74             |
| Estados Unidos (Billboard 200)           | 6              |
| Estados Unidos (Dance/Electronic Albums) | 1              |
| Irlanda (IRMA)                           | 16             |
| Nova Zelândia (RMNZ)                     | 7              |
| Reino Unido (Official Albums Chart)      | 49             |
| Taiwan (Five Music)                      | 10             |

## Certificações
| País (Empresa)        | Certificação | Vendas    |
| --------------------- | ------------ | --------- |
| Austrália (ARIA)      | Ouro         | 35.000    |
| Estados Unidos (RIAA) | 2× Platina   | 2.000.000 |